# حكومة إسرائيل الثالثة 1951
استمرت حكومة إسرائيل الثالثة منذ إنشائها في تاريخ 8 تشرين أول 1951 وحتى يوم 22 كانون أول 1952. رئيس الحكومة فيها هو دايفيد بن غوريون، تكونت الحكومة من 12 وزيرًا بالإضافة إلى بن غوريون، من بينهم امرأة واحدة وهي غولدا مئير.
تم تشكيل الحكومة برئاسة دافيد بن غوريون في 8 أكتوبر 1951، بعد أكثر من شهرين من الانتخابات. شكل حزبه "ماباي" ائتلافًا مع مزراحي وهبوعيل همزراحي و أغودات يسرائيل، بوعالي أغودات يسرائيل والأحزاب العربية الإسرائيلية الثلاثة، القائمة الديمقراطية لعرب إسرائيل، التقدم والعمل والزراعة والتنمية. كان هناك 15 وزيرا.
غادر أغودات يسرائيل وبوالي أغودات يسرائيل الائتلاف في 23 سبتمبر 1952 (على الرغم من بقاء كالمان كاهانا في منصب نائب الوزير) بعد وقت قصير من الخلافات حول تجنيد النساء في الجيش الإسرائيلي. وهذا لم يترك للحكومة سوى 60 مقعدًا فقط من أصل 120 مقعدًا في الكنيست.
استقالت الحكومة في 19 ديسمبر 1952 بسبب خلاف مع الأحزاب الدينية حول التعليم الديني. توفي الوزيران، إليعازر كابلان وديفيد تسفي بنكاس، في منصبيهما.

## تشكيلة الحكومة
| تشكيلة الحكومة                            |                                      |       |                       |
| صاحب المنصب                               | المنصب                               | الحزب | الحزب                 |
| دافيد بن غوريون                           | رئيس وزراء ووزارة الدفاع             |       | ماباي                 |
| إليعازر كابلان (حتى 13 July 1952)         | نائب رئيس الوزراء                    |       | ماباي                 |
| ليفي أشكول (حتى 25 يونيو 1952)            | وزارة الزراعة                        |       | ماباي                 |
| Peretz Naftali (بعد 25 يونيو 1952)        | وزارة الزراعة                        |       | ماباي                 |
| إليعازر كابلان (حتى 25 يونيو 1952)        | وزارة الصناعة والتجارة               |       | ماباي                 |
| ليفي أشكول (بعد 25 يونيو 1952)            | وزارة الصناعة والتجارة               |       | ماباي                 |
| موشيه شاريت                               | وزارة الخارجية                       |       | ماباي                 |
| دوف يوسف (حتى 25 يونيو 1952)              |                                      |       | ماباي                 |
| جولدا مائير                               | وزارة العمل                          |       | ماباي                 |
| بخور شالوم شيطريت                         | وزارة الأمن                          |       | ماباي                 |
| دوف يوسف                                  | وزارة الصناعة والتجارة               |       | ماباي                 |
| دافيد بن غوريون (بعد 14 اغسطس 1952)       |                                      |       | ماباي                 |
| Peretz Naftali (حتى 25 يونيو 1952)        | وزير من دون حقيبة                    |       | ماباي                 |
| بنحاس لافون (17 اغسطس - 24 December 1952) | وزير من دون حقيبة                    |       | ماباي                 |
| Yosef Efrati                              | نائب وزير الزراعة                    |       | ماباي                 |
| بن صهيون دينور                            |                                      |       | Not an MK             |
| يوسف بورغ                                 | وزارة الصحة                          |       | Hapoel HaMizrachi     |
| حاييم موشيه شابيرا                        | وزارة الداخلية وزارة الخدمات الدينية |       | Hapoel HaMizrachi     |
| حاييم كوهين (بعد 25 يونيو 1952)           | وزارة العدل                          |       | Not an MK             |
| Mordechai Nurock                          | وزارة الخدمات البريدية               |       | Mizrachi              |
| David-Zvi Pinkas (حتى 14 اغسطس 1952)      | وزارة النقل                          |       | Mizrachi              |
| اسحق مئير ليفين (حتى 18 سبتمبر 1952)      | وزارة الرعاية                        |       | أغودات يسرائيل        |
| Kalman Kahana                             | نائب وزير التعليم والثقافة           |       | بوعالي أغودات يسرائيل |

1. 1 2  Died in office
2. ↑  Although Dinor was not an MK in the second Knesset, he had been an MK for ماباي in the first Knesset.